# Richard John Roberts
Richard John Roberts (* 6. září 1943, Derby) je anglický molekulární biolog a genetik.
Roku 1993 získal Nobelovu cenu za fyziologii nebo medicínu (spolu s Phillipem Allenem Sharpem), a to za objev členění genů eukaryotních buněk na úseky (introny, které žádný protein nekódují, a exony, které jej kódují) a vystřižení intronů z mRNA.
Vystudoval organickou chemii na univerzitě v Sheffieldu. Postgraduální studium absolvoval na Harvardově univerzitě. Poté začal pracovat (1972) v Cold Spring Harbor Laboratory v New Yorku. V roce 1992 nastoupil do soukromé firmy New England Biolabs.